# 安里

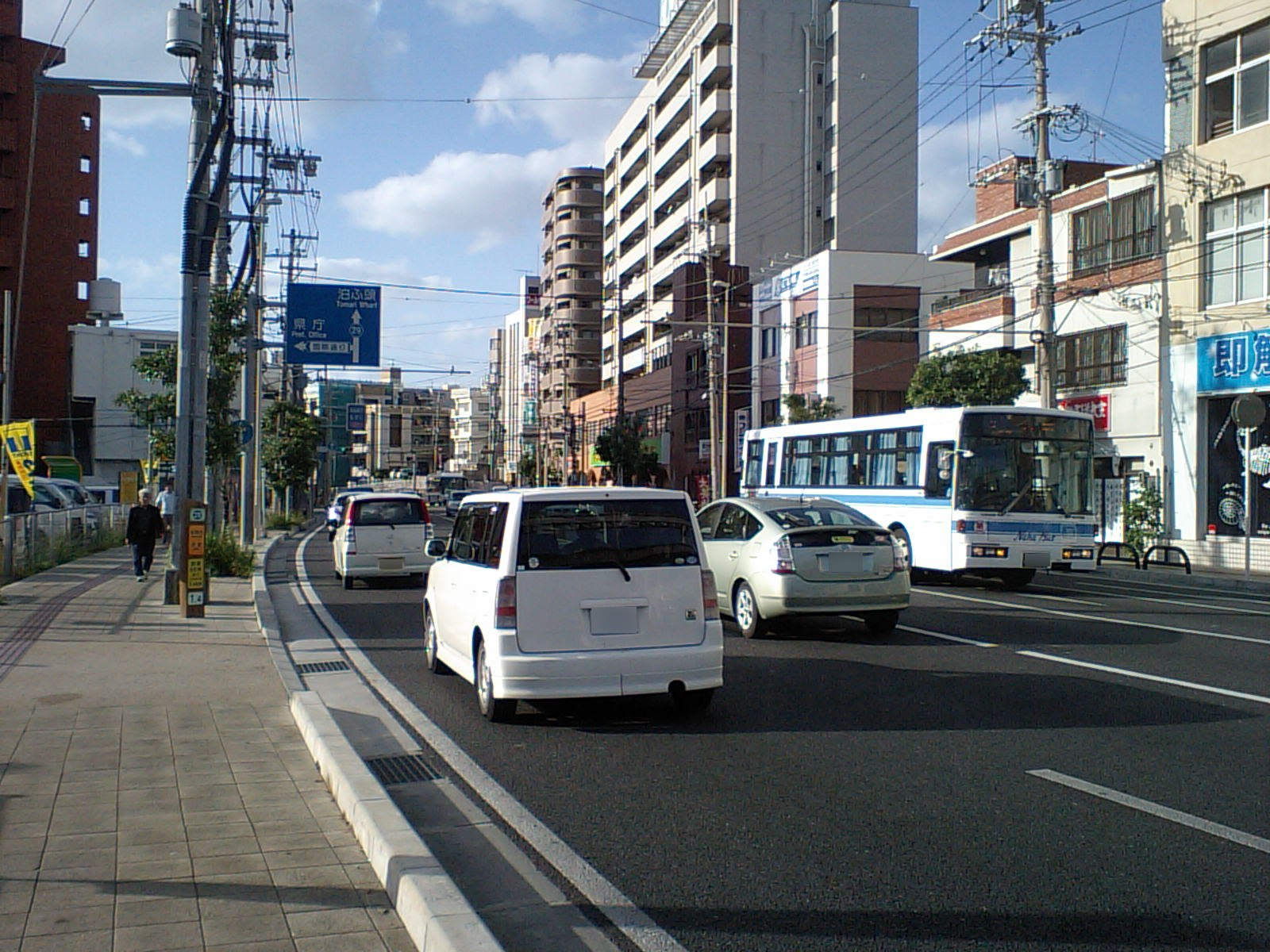
安里交差点から西方向を臨む

安里（あさと、琉球語：アサトゥ）は、沖縄県那覇市の地名で、かつての安里村。郵便番号は902-0067。
かつての安里村は現在の住所表記では、安里1 - 3丁目、おもろまち1丁目、大道、松川1丁目、三原1 - 3丁目に当たるため、歴史的に安里村、真和志村、真和志市時代に類する記述は本稿で行う。

## 地理
那覇市真和志支所管内に位置する。北部をおもろまち（那覇新都心）、東部を大道、南部を三原および壺屋、南西部を牧志、西部を泊と隣接する。
泊港に隣接しており、「脇泊」とも呼ばれていた。また、泊が発展していったことにより、逆に安里は浸食され、縮小していったと見られる。なお、かつては安里一帯がほぼ安里川の河口部であり、現在のゆいレール牧志駅近くまで内海となっていた。
戦前は農村に女学校や陸軍施設、と言った様相であったが、現在はゆいレールの安里駅があり、基本的には住宅地ながらも、栄町市場、栄町社交街が賑わいを見せている。
他に地形上の特徴としては、沖縄戦史上、シュガーローフとして著名な安里五二高地がある（現在の住所ではおもろまち）。

## 安里川、安里橋
河川としては二級河川である安里川が地域内ほぼ中央部を南東から北西に向けてを流れており、戦前は女学生が足を洗う光景なども見られた。この川は隣接する泊に至り、東シナ海（那覇港）に注いでいる。
かつては那覇と首里の間に内海があったが、従来は船橋でお茶を濁していた。そこに1451年に長虹堤を築き、各所に計7つのアーチ橋を設けた。その一つが安里橋である。かつての石橋には「球国の大観也」と刻まれており、首里、那覇間の要衝であった。この辺りは宗元寺が近く、宗元寺西原とも呼ばれていた。
なお、旧石器時代、最も海面が高かった頃には、この安里橋近辺の海抜4.5m程度の所に海面が有ったと見られている。

## 歴史
泊村に隣接しているため脇泊とも言われた安里村は、基本的には農村であったが、かつて首里と那覇の間に存在し、現在は那覇市に吸収されている真和志村、真和志市の中心的地域であり、1922年(大正11年)に沖縄県営鉄道嘉手納線安里駅が設置されると、更なる活況を呈した。

### 琉球時代
尚円王時代に安里地頭となった大安里大親清信は成化年間に泊村から安里村に移り住んだ。安里地頭はその後祖姓五世良資、孫姓五世嗣繁、毛姓六世安好、と受け継がれていった。

### 戦前
村の人口は1880年（明治13年）時点で219戸、815人と言った規模であった。1890年（明治23年）には陸軍の練兵所などが設けられ、1908年（明治41年）には沖縄県立高等女学校が首里から移転、1909年（明治42年）には陸軍墓地が設けられた。以上により安里村は人口が増加し、1920年（大正9年）には東部の一部を「大道」として分割することとなった。
なお、記述は前後するが、1908年（明治41年）、沖縄県及島嶼町村制によって、真和志間切は真和志村に、安里村はその中の字に改められている。その後、1923年（大正12年）、沖縄県営鉄道の安里駅が設置される。
1933年（昭和8年）、那覇の中心部と首里の連絡の便のため、那覇警察署（現：沖縄県警察本部）から安里まで、ほとんど人家の見られなかった湿地帯に新しい道を拓き、「新県道」と呼んだ。現在の「国際通り」の原型である。従来は泊高橋 - 美栄橋とかなりの迂回を強いられていたところが全くの直通となり、かなり交通の便が良くなった。なお、1944年（昭和19年）10月時点で安里村の人口は1248人、大道は692人であった。

### 沖縄戦(シュガーローフの戦い)
1945年に行われた太平洋戦争の沖縄戦において5月、安里東側の一角にある、安里五二高地、米軍の言うところのシュガーローフなる丘を巡って、日本陸軍の第32軍独立混成第44旅団、独立混成第15連隊と米第6海兵師団の間で、激しい戦いが繰り広げられた。この丘は、ゆいレール「おもろまち駅」のすぐ西方に位置し、住所は「那覇市おもろまち1丁目6番地」である。碑文が設置されているものの、開発によって大きく形を変えている。

### 戦後
戦後、真和志村の住民は糸満で米軍保護下に置かれていた。真和志村民の帰郷は他村と比較して遅れ、米軍当局と帰村について交渉を重ねてきたが、1946年4月3日に遂に移動が決定、5月5日に先発隊出立、7月10日までにほぼ移動が完了した。なお、帰村に先立って集結した人口は2月28日時点で8,270人であった。
1953年10月1日をもって真和志村は真和志市に昇格。安里は真和志市の安里1区、安里2区となる。真和志市はその後1957年に那覇市と合併し、同時に安里もその一部となった。
1975年には沖縄本島中部へ向かうバイパス（バイパス (国道330号)）が開通、安里交差点は交通の要衝として、一日10万台の通行車両を得るまでになる(詳しくは後述)。2003年にはゆいレール安里駅が開業、高架橋も車線を増やした新しいものに架け替えられた。

## 栄町

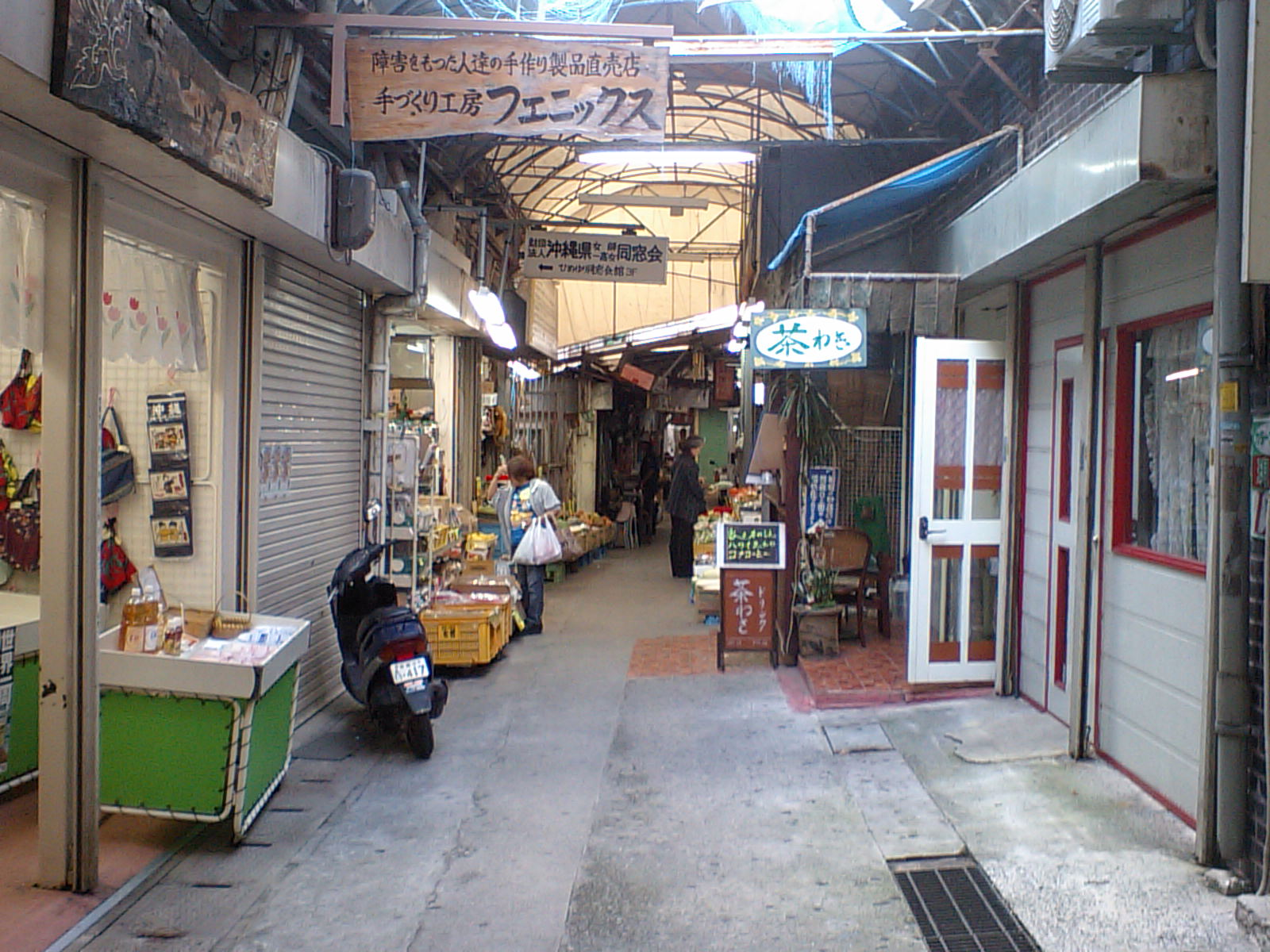
栄町市場内部（2010）

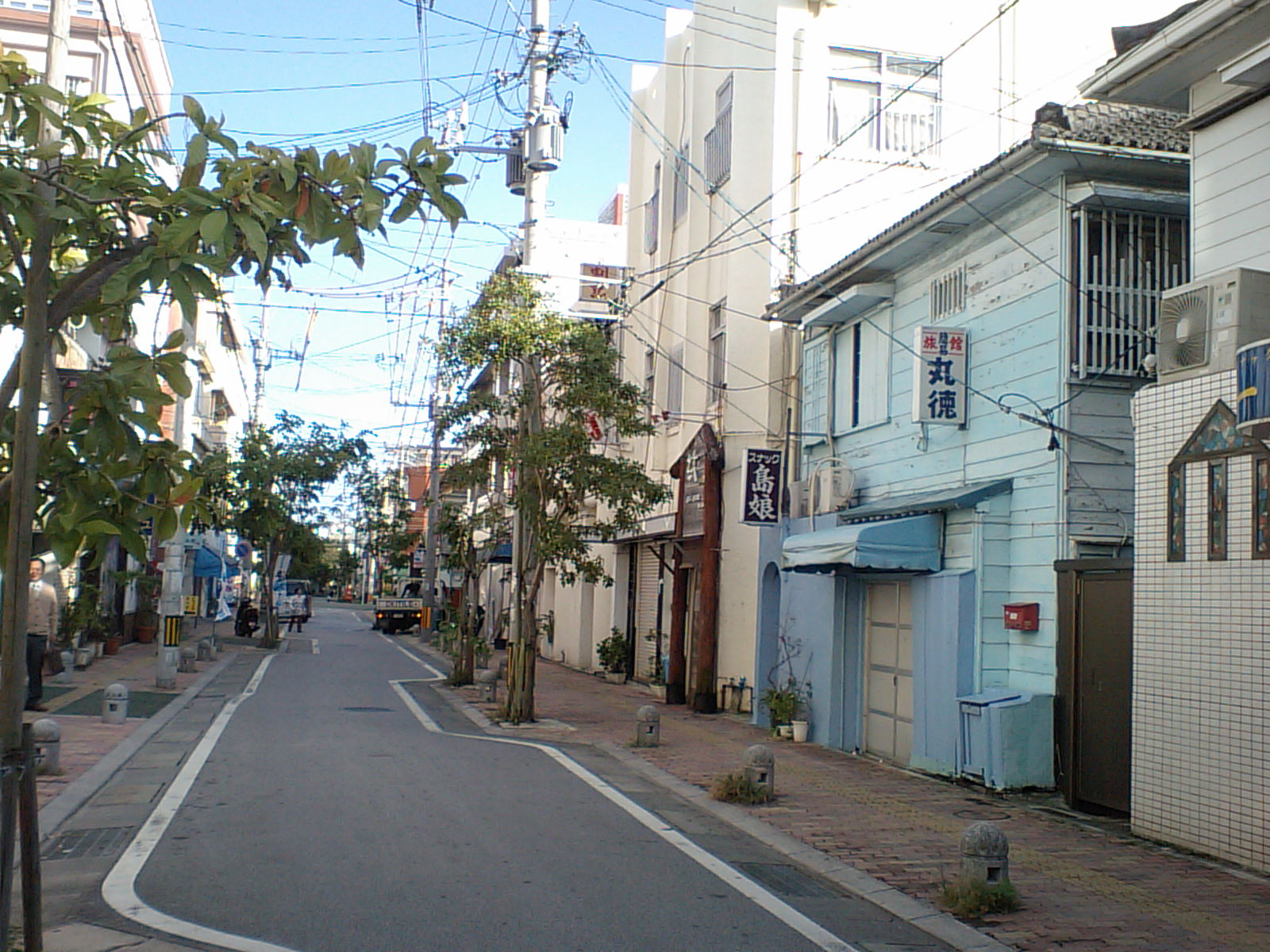
栄町社交街北部。「旅館」が確認できる。（2010）

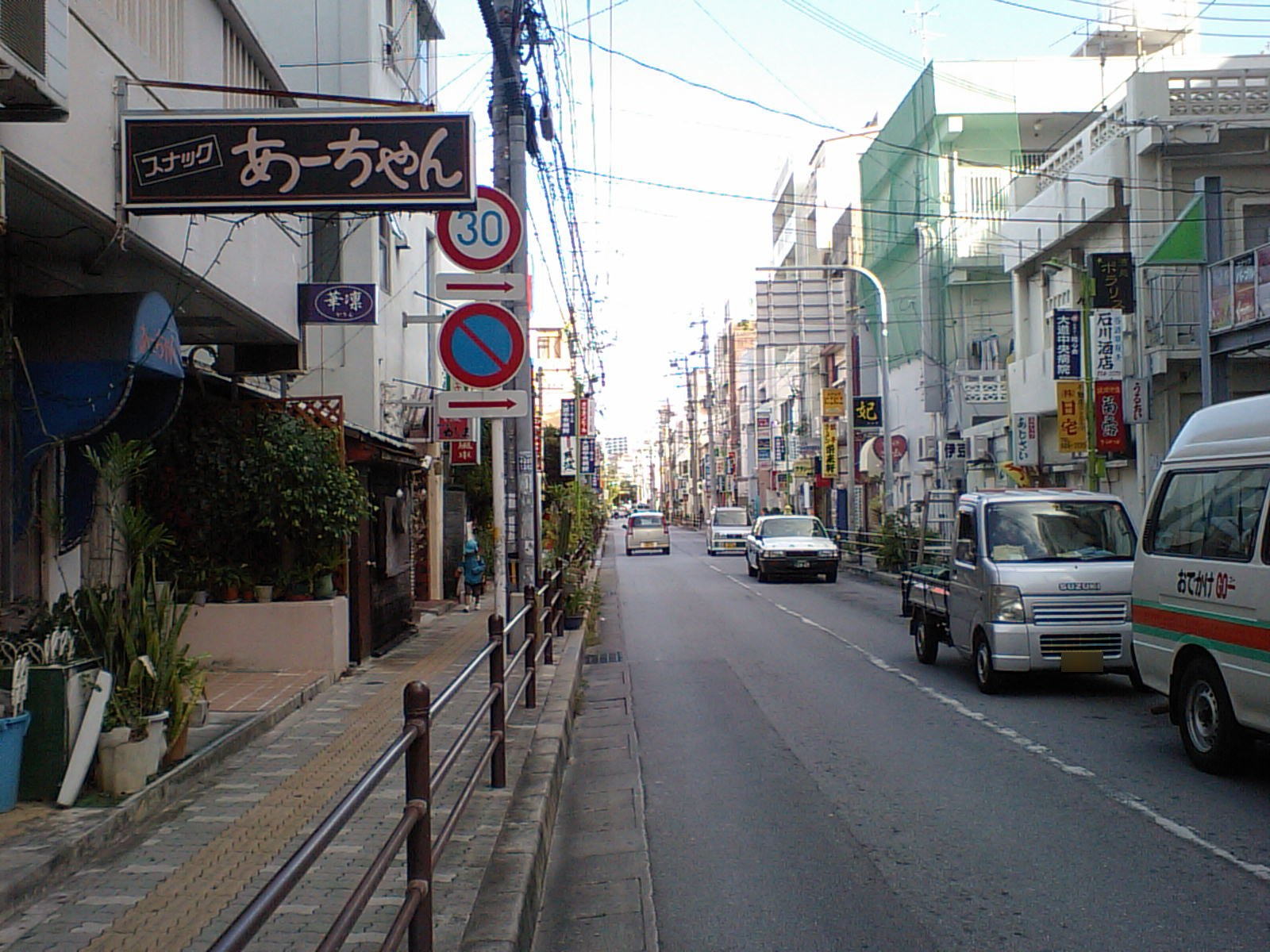
栄町社交街南部（2010）

現在の住所で言うところの那覇市安里東部から、那覇市大道（だいどう）にまたがる一帯を栄町（さかえまち）と通称し、「栄町社交街」なる歓楽街や、アーケードを備えた「栄町市場」がある。那覇市内でも有数の飲食街であり、2008年時点で総計150の店舗があるとされる。
戦前は沖縄県女子師範学校、沖縄県立第一高等女学校、陸軍墓地などが土地を占めていた一帯であったが、戦後の自然発生的な闇市を経て1949年4月28日に民間に開放され、真和志村復興課によって区画整理がなされ、栄町市場が開闢。真和志村、次いで真和志市の商業などの中心地となった。
21世紀初頭現在、アーケード内は薄暗くノスタルジックな雰囲気を醸し出す昔ながらの市場となっており、路地は入り組んでおり非常に複雑。また、21世紀初頭に至っても老舗が多く見られ、山羊肉店、ホステスの年齢層が異常に高いスナックなど、昭和の雰囲気を醸し出している。
商店経営者の高齢化などもあり、一時期過疎化が危ぶまれたが、既に閉店した店舗を使ってイベントを行ったり新たな飲食店を開くなどの企画のほか、地域の年配女性を集めて組織した「おばぁラッパーズ」がCDを作成するなど、21世紀初頭現在、世代を超えた積極的な町興しが試みられている。その他「栄町音頭」なる楽曲もCD化されており、これは栄町の成立などを歌ったものとなっている。
また、ひめゆり部隊の3割を第一高等女学校生徒が占めていたことで、市場内には「ひめゆり同窓会」の看板も見られる。
社交街においては間口の狭い「旅館」が密集しているが、これは宿泊施設ではなく性風俗施設、ちょんの間である。夜間にはその店の前で売春婦が呼び込みを行っている。参考文献には女性の年代は30代後半から50代半ば、文献によっては60代とも記されている。

## 交通

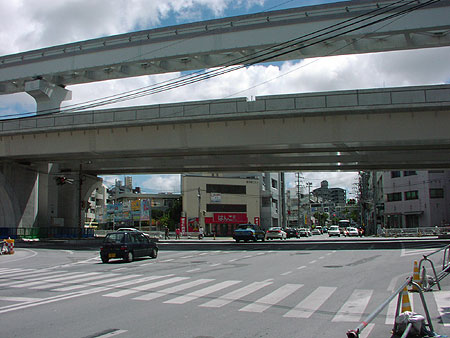
安里交差点 東方向、大道方面を臨む。
高架建造物は高いものがゆいレール、低いものが自動車用陸橋。

沖縄県道39号線（国際通り）の東端と沖縄県道29号那覇北中城線（崇元寺通り・大道通り）の交差点である安里三叉路、国道330号（ひめゆり通り）と県道29号線および県道46号線の交わる安里交差点（立体交差もしており、安里インターチェンジとも）を擁する交通の要所である。表通りは時として年中無休の大渋滞と形容されるほどである。
鉄道としては地域東部に沖縄都市モノレール線の安里駅があり、路線バスに関しては安里バス停、安里駅前バス停（東陽バスのみ停車）、姫百合橋バス停、メディカルプラザ大道中央バス停、安里一区バス停が地域内に存在する。

## 施設

### 安里八幡宮

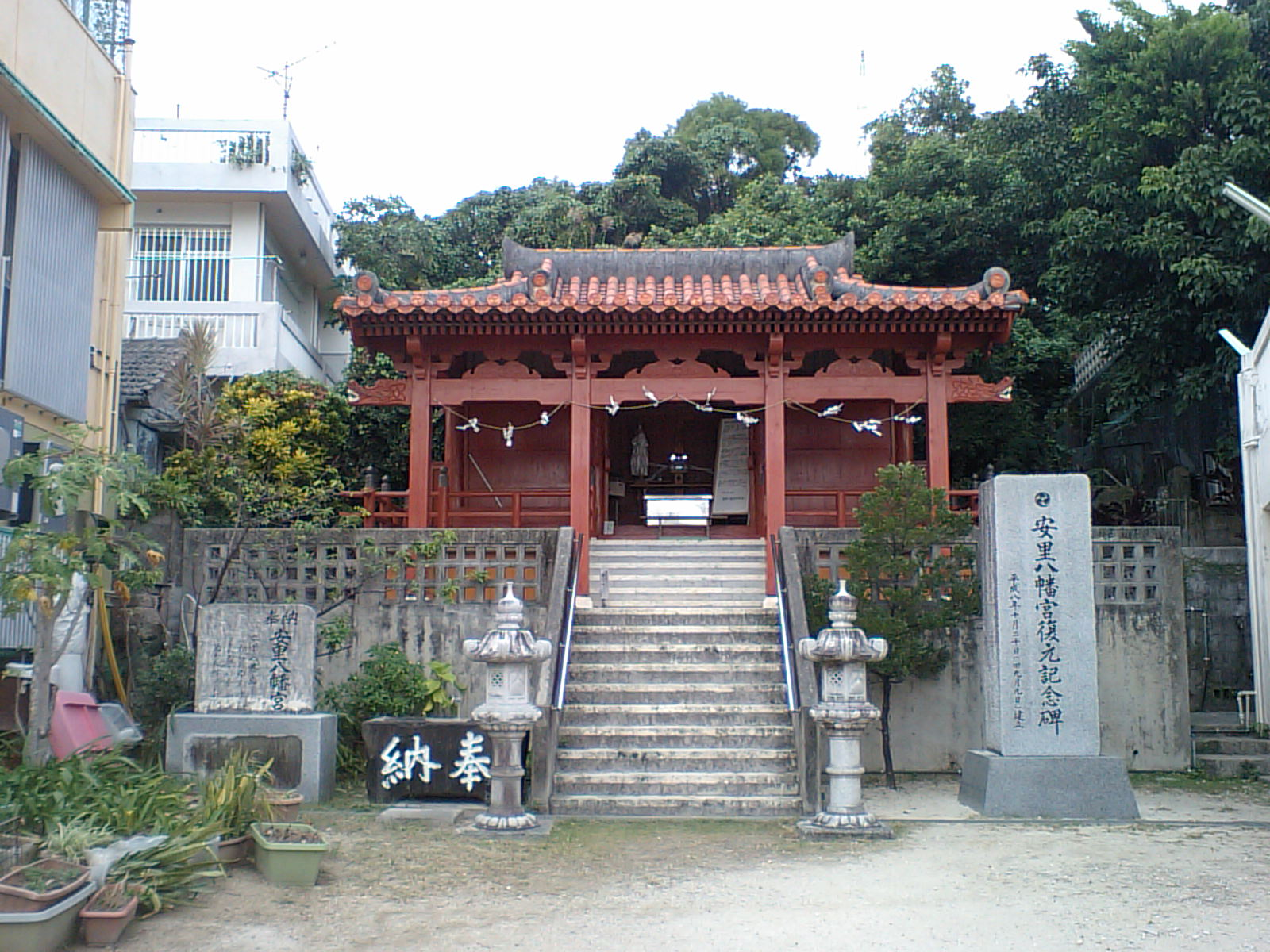
安里八幡宮

安里八幡宮は琉球八社のひとつ。詳しいなりたちなどは不明な事が多いが、他の7つは波上（なみのうえ）宮、沖宮、識名宮、末吉宮、天久（あめく）宮、金武（きん）宮、普天間（普天満）宮である。
1466年頃に琉球王国国王である尚徳王が、喜界島（鬼界島）征伐の祈願を行ったと伝えられている。なお、祭神は八幡神である。

### 陸軍墓地
元々は熊本鎮台派遣分隊の戦死者を弔うための墓であったが、1909年（明治42年）に正式に陸軍墓地として成立した。

### 沖縄県立第一高等女学校
現在の栄町近辺にかつて存在した女学校。1908年（明治41年）この地に移転。沖縄県立女子師範学校から分離し成立した。沖縄戦により灰燼に帰したが、ひめゆり学徒隊の奮闘と悲劇は現在も語り継がれている。

### 沖縄県立女子師範学校
現在の栄町近辺にかつて存在した女子師範学校。1915年(大正4年)に、沖縄県立第一高等女学校の隣に移転してくるも、同じく沖縄戦で灰燼に帰した。

### 浮縄嶽
浮縄嶽（オキナワノオ嶽）は安里川河口部に有った御嶽なる宗教施設、拝所で、元来は「浮縄美御嶽」(ウチナーヌウタケ)と言った。「美御」という王家にまつわる敬称を頂いており、相応に由緒あるものと推察される。海上交通安全などが祈願されていた。

### 安里小学校
既に明治13年に上間において真和志小学校が開校していたが、就学児童が増えたこと、真和志北部からの通学はあまりにも不便であったことを考慮し、1910年(明治43年)、新たに真和志第二小学校、のちの安里小学校が設けられた。開校当時の児童数は243名程度。1916年(大正5年)には高等科を併設し、安里尋常小学校と名を改める。その後、1934年(昭和9年)に安里小学校から大道小学校が分離、この際安里小学校に割り当てられた学区が銘苅、天久など北方となったため、それに合わせ1940年(昭和15年)、白山森の後方へ新築移転の運びとなった。移転当時の生徒数は700名であった。現在その跡地は、1946年、摩文仁村の米軍キャンプ収容時代に創立した安謝小学校の敷地となっているが、参考リンクの「安里・安謝小学校創立100周年 安謝幼稚園創立62周年記念事業」によれば、安里小学校が移転後、沖縄戦と戦後の混乱を経て、安謝小学校と改名し、歴史を受け継いでいるとの解釈となっている。

### その他の施設
- オリオンホテル那覇（旧ホテル西武オリオン、旧ホテルロイヤルオリオン、安里1-2-21）
- 桃原農園フラワーショップ（安里1-1-3）

## その他
- 安里屋ユンタは八重山諸島の民謡であり、この地名との直接的な関係はない。ただし、安里駅の到着メロディでこの曲が使われており、沖縄を訪れた観光客にも判りやすくするための観点から、単に双方の“安里”繋がりだけで採用された経緯がある。